# Куманівська сільська рада
| Куманівська сільська рада — колишній орган місцевого самоврядування у Козятинському районі Вінницької області з адміністративним центром у с. Куманівка. Сільській раді були підпорядковані населені пункти: - с. Куманівка - с. Туча |

## Склад ради
Рада складалася з 12 депутатів та голови.

## Керівний склад сільської ради
| ПІБ                         | Основні відомості                                                                             | Дата обрання | Дата звільнення |
| --------------------------- | --------------------------------------------------------------------------------------------- | ------------ | --------------- |
| Гижа Володимир Борисович    | Сільський голова, 1967 року народження, освіта, член Всеукраїнського об'єднання «Батьківщина» | 26.03.2006   | 31.10.2010      |
| Шевчук Людмила Андріївна    | Сільський голова, 1960 року народження, освіта середня спеціальна, член Партії регіонів       | 31.10.2010   | 09.09.2012      |
| Кондратюк Тетяна Миколаївна | Сільський голова, 1967 року народження, освіта середня спеціальна, член Партії регіонів       | 09.09.2012   |                 |

Примітка: таблиця складена за даними джерела